# Война и мир (телесериал, 1972)
«Война и мир» (англ. War and Peace) — британский 20-серийный телесериал производства BBC, экранизация романа Льва Толстого «Война и мир». Премьера состоялась 30 сентября 1972 года.
Энтони Хопкинс сыграл Пьера Безухова, Мораг Худ — Наташу Ростову, Алан Доби — Андрея Болконского, а Дэвид Свифт — Наполеона.
Двадцатисерийный сериал был спродюсирован Дэвидом Конроем, режиссёром был Джон Дэвис, а сценаристом — Джек Пулман. Целью Конроя было перенести персонажей и сюжет романа Толстого в телевизионную драму продолжительностью 15 часов. Эта экранизация «Войны и мира» содержала батальные сцены, снятые в Югославии. Музыкальная тема — гимн Российской империи — была исполнена оркестром валлийских гвардейцев.
Художник-постановщик Дон Хомфрей получил премию BAFTA за работу над сериалом.

## Производство
Производство сериала сериала длилось три года (1969—1972) и включало натурные съемки в Сербии и в Англии. Солдаты Территориальной обороны Югославии появлялись в батальных сценах в массовке.

## В ролях
- Энтони Хопкинс — Пьер Безухов
- Алан Доби — Андрей Болконский
- Мораг Худ — Наташа Ростова
- Анжела Даун — Мари Болконская
- Руперт Дэвис — граф Илья Ростов
- Вера Брук — графиня Натали Ростова
- Дэвид Свифт — Наполеон Бонапарт
- Фрэнк Миддлмасс — Михаил Кутузов
- Сильвестр Моран — Николай Ростов
- Джоанна Дэвид — Соня
- Гарри Локк — Платон Каратаев
- Дональд Дуглас — Александр I
- Джон Казабон — Барклай де Толли
- Фиона Гонт — Элен Курагина, жена Пьера Безухова
- Энтони Джейкобс — князя Николай Болконский, отец Андрея и Марии
- Афина Филдинг — мадемуазель Бурьен, компаньонка Марии
- Барнаби Шоу и Руфус Фрэмптон — Петя Ростов
- Питер Батерст — Пфуль
- Моррис Перри — Жозеф Фуше
- Джеффри Моррис — секретарь Наполеона
- Михаил Говер — генерал Балашов
- Тоби Бридж — юный Николенька Болконский
- Нил Стейси — Борис Друбецкой
- Анна Блейк — княгиня Друбецкая
- Гэри Уотсон — Денисов
- Дональд Бертон — Долохов
- Тони Стидман — маршал Даву
- Иосиф Мудрый — русский офицер
- Колин Бейкер — Анатоль Курагин
- Василий Хенсон — князя Василий Курагин
- Джози Кидд — Катишь
- Джеймс Эпплби — немецкий адъютант
- Жерар Хели — маршал Мюрат
- Майкл Биллингтон — лейтенант Берг
- Уилл Лейтон — Тихон
- Патриция Шексби — Вера Ростова, жена Берга
- Элисон Фрейзер — княгиня Лиза Болконская
- Ричард Херндалл — граф Ростопчин
- Джон Бреслин — маршал Бертье
- Пэт Горман — французский сержант
- Филип Лоури — французский капитан
- Эдмунд Бейли — Прокофий
- Хью Кросс — Митенька
- Ричард Пур — французский посланник
- Барбара Янг — Анна Шерер
- Карин Маккарти — Жюли Карагина
- Морис Быстрый — Павел
- Рой Спенсер — Тимохин
- Хьюберт Кросс — генерал Рапп
- Джеффри Дентон
- Тенниел Эванс — князь Багратион
- Гордон Фейт — Голицын
- Джон Лоуренс — гостья Анны
- Джудит Поллард — Ольга
- Эдит Шарп — мадам Шерер
- Тони Каунтер — французский капрал
- Эрик Читти — Герасим

## Эпизоды
| № | Название                                                | Дата премьеры    |
| --- | ------------------------------------------------------- | ---------------- |
| 1 | «Именины» «Name Day»                                    | 30 сентября 1972 |
| 1805 год. У Ростовых отмечают именины Наташи и графини Ростовой. Семья умирающего графа Безухова беспокоится о том, кому достанется наследство. |                                                         |                  |
| 2 | «Звуки войны» «Sounds of War»                           | 7 октября 1972   |
| Пьер Безухов смиряется со своим большим наследством и светской жизнью. Андрей Болконский бросает беременную жену и уходит на войну.             |                                                         |                  |
| 3 | «Шёнграбенское сражение» «Skirmish at Schöngraben»      | 14 октября 1972  |
| Армии Наполеона быстро продвигаются по Европе, одерживая победу при Шёнграберне.                                                                |                                                         |                  |
| 4 | «Письмо и два предложения» «A Letter and Two Proposals» | 21 октября 1972  |
| Семья Ростовых получает известие о войне от Николая. Василий Курагин пытается выдать дочь за Пьера, а сына - за Марию Болконскую.               |                                                         |                  |
| 5 | «Аустерлиц» «Austerlitz»                                | 28 октября 1972  |
| Идет подготовка к битве под Аустерлицем. |                                                         |                  |
| 6 | «Воссоединения» «Reunions»                              | 4 ноября 1972    |
| Николай Ростов возвращается домой с войны; Пьер испытывает трудности в браке.                                                                   |                                                         |                  |
| 7 | «Новые Начинания» «New Beginnings»                      | 11 ноября 1972   |
| 1807 год. Пьер подозревает жену в неверности. Франция и Россия заключают Тильзитский мир.                                                       |                                                         |                  |
| 8 | «Прекрасная Сказка» «A Beautiful Tale»                  | 18 ноября 1972   |
| Андрей навещает Ростовых. Царь Александр I посещает бал, и между Андреем и Наташей начинается роман.                                            |                                                         |                  |
| 9 | «Отпуск» «Leave of Absence»                             | 25 ноября 1972   |
| Андрей делает предложение Наташе. Николай Ростов возвращается в длительный отпуск.                                                              |                                                         |                  |
| 10 | «Безумие» «Madness»                                     | 2 декабря 1972   |
| Наташа Ростова в гостях у Болконских. |                                                         |                  |
| 11 | «Мужчины судьбы» «Men of Destiny»                       | 9 декабря 1972   |
| 1812 год. Наполеон вторгается в Россию. Пьер не может решить, идти ему в армию или нет.                                                         |                                                         |                  |
| 12 | «Судьбы войны» «Fortunes of War»                        | 16 декабря 1972  |
| Французское наступление и русские отступают; Николай спасает Марию от крестьянского восстания.                                                  |                                                         |                  |
| 13 | «Бородино» «Borodino»                                   | 23 декабря 1972  |
| Жители Москвы вынуждены решать, покидать город или нет. Под Бородино обе стороны несут тяжёлые потери.                                          |                                                         |                  |
| 14 | «Бегство» «Escape»                                      | 30 декабря 1972  |
| Последствия Бородинского сражения. Ростовы эвакуируют из Москвы раненых солдат, в том числе и Андрея.                                           |                                                         |                  |
| 15 | «Москва!» «Moscow!»                                     | 6 января 1973    |
| Наполеон захватывает Москву, но война еще не выиграна. Пьер воображает, что ему суждено убить Бонапарта.                                        |                                                         |                  |
| 16 | «Две встречи» «Two Meetings»                            | 13 января 1973   |
| Николай должен определиться между Марией и Соней. Наташа ухаживает за умирающим Андреем.                                                        |                                                         |                  |
| 17 | «О жизни и смерти» «Of Life and Death»                  | 20 января 1973   |
| Пьер попадает в плен; Соня пишет письмо, освобождая Николая.                                                                                    |                                                         |                  |
| 18 | «Отступление» «The Retreat»                             | 27 января 1973   |
| Наполеон отступает из Москвы. Пьер отправляется вместе с французскими солдатами и близок к смерти.                                              |                                                         |                  |
| 19 | «Дорога к жизни» «The Road to Life»                     | 1 февраля 1973   |
| Мария пытается вывести Наташу из траура. Пьер возвращается домой.                                                                               |                                                         |                  |
| 20 | «Эпилог» «An Epilogue»                                  | 8 февраля 1973   |
| 1820 год. Пьер и Наташа женаты, у них есть дети, а треугольник Николай-Мария-Соня разрешается.                                                  |                                                         |                  |

## Критика
Доктор Лез Кук в книге «British Television Drama: A History» (2003) отметил, что «Война и мир» укрепила репутацию BBC2 как канала, отвечающего за «качественную» литературную драму.
Луи Менанд в 2016 году написал в еженедельнике «The New Yorker»: «Сегодня все делается по частям, но в 1972 году никто раньше не видел телевидения столь грандиозного или амбициозного. Длина — почти пятнадцать часов — означала, что в серию могут входить сцены вроде охоты на волка или Денисова, танцующего мазурку, которые драматически излишни, но тематически важны. Актёрская игра является вдохновенной, отчасти потому, что вдохновенным был кастинг, от Энтони Хопкинса в роли Пьера до Дэвида Свифта в роли чванливого Наполеона размером с пинту. Все выглядят именно так, как должны выглядеть».
Клайв Джеймс раскритиковал некоторые актёрские работы: «Я был жесток с Мораг Худ, когда сказал, что из-за её игры мне захотелось накинуть на неё брезент и закрепить углы. Я должен был винить режиссёра, который, очевидно, велел ей все время подпрыгивать вверх и вниз, чтобы передать избыток чувств. […] В той же постановке Алан Доби в роли Андрея был достаточно мрачным, чтобы заставить вас уснуть, но Энтони Хопкинс был идеальным Пьером: настоящая дань его игре, потому что его режим по умолчанию — командный».
Пол Мавис (DVD Talk) присвоил фильму 4 звезды, заявив, что «он положительно наслаждается своим обширным форматом, давая зрителю замечательный шанс в полной мере ощутить различные нюансы характера и мириады перестановок меняющихся отношений (а также многочисленные сюжетные совпадения Толстого), которые знаменуют эту титаническую работу». Он похвалил Алана Доби: «в униформе байронического великолепия […] безупречного, сурового, героического, замкнутого Андрея Болконского». Он также хвалил Анжелу Даун (Марию) и Сильвестра Моранда (Николая). Однако он раскритиковал игру Худ, заявив, что «кастинг Мораг Худ (который, согласно истории производства, включенной в этот выпуск DVD, был отчаянным решением, сделанным в последнюю минуту), представляет собой досадную осечку. […] бедная Худ не может начать приближаться к персонажу с хоть каплей правдоподобия. Наташа в начале предстаёт дикой, стремительной девушкой тринадцати лет — эти возраст и темперамент Худ, очевидно, считала нужным обозначить, заставив Наташу безумно смеяться над всем, прыгая, как сумасшедшая (Худ также была слишком стара, чтобы правдоподобно походить на 13-летнюю). Что касается более позднего превращения в эту чарующую, эротичную красотку, которую обожают все мужчины, то либо актриса обладает этим врождённым необъяснимым качеством, либо нет — вы не можете „сыграть“ это мощное очарование на экране. Оно должно исходить изнутри, и, проще говоря, у Худ его нет».
Эндрю Д. Кауфман в своей книге «Give War and Peace a Chance: Tolstoyan Wisdom for Troubled Times» сказал, что эту версию «можно рекомендовать», хотя он предпочёл бы советский фильм 1966—1967 годов. Джеймс Монако назвал сериал «лучшей экранизацией» в своей книге «How to Read a Film: The World of Movies, Media, Multimedia: Language, History, Theory» (1977).